# إيميل بيرغريين
إيميل بيرغريين (بالدنماركية: Emil Berggreen) (10 مايو 1993 بهيليسينكور في الدنمارك - ) هو مدرب كرة قدم ولاعب كرة قدم دانمركي في مركز الهجوم. شارك مع منتخب الدنمارك تحت 21 سنة لكرة القدم. أما مع النوادي، فقد لعب مع آينتراخت براونشفايغ وماينتس 05 وBrønshøj Boldklub ‏ وHobro IK ‏.

## وصلات خارجية
- إيميل بيرغريين على موقع الاتحاد الأوربي (الإنجليزية)
- إيميل بيرغريين على موقع قاعدة بيانات كرة القدم.إي يو (الإنجليزية)
- إيميل بيرغريين على موقع Soccerway.com (الإنجليزية)
- إيميل بيرغريين على موقع عالم كرة القدم.نت (الإنجليزية)
- إيميل بيرغريين على موقع AS.com (الإسبانية)